# Handgashebel
Der Handgashebel erfüllt die gleiche Funktion wie ein Gaspedal, wird jedoch mit der Hand betätigt. Handgashebel werden teilweise an Sportbooten, vor allem aber an Rasenmähern, Traktoren und anderen motorisch angetriebenen Fahrzeugen und Geräten verwendet.
Als „Handgas“ werden zudem die handbetätigten Geschwindigkeitsregulierungen am Lenker von motorisierten Zweiradfahrzeugen, Quads, und an vierrädrigen Kraftfahrzeugen zur Kraftfahrzeuganpassung für körperbehinderte Menschen sowie auch der Geschwindigkeits-Drehgriff an Elektromotorrollern oder Elektromobilen bezeichnet.

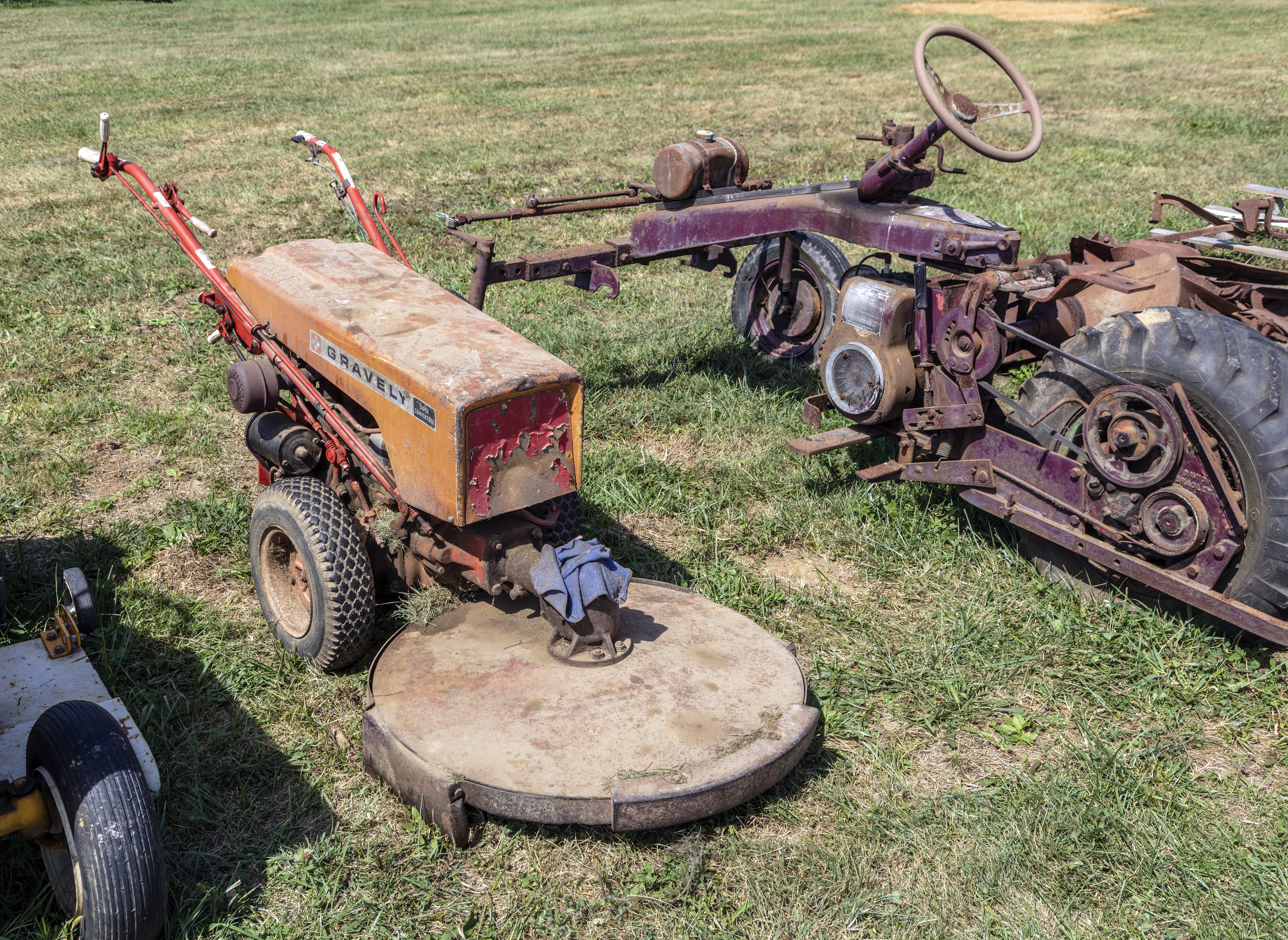
Historischer Rasenmäher Fabrikat „Gravely Super Convertible“ (links) mit Handgashebel am Griff und Gestänge

## Funktion
Traditionell bewegt ein drehbarer Hebel in Griffweite des Bedieners über einen Bowdenzug oder ein Gestänge einen Hebel am Motor, mit dem die Leistung eingestellt wird. Meist ist eine gewisse Klemmung gegeben, so dass der Hebel beim Loslassen in seiner Stellung verbleibt.

## Handgashebel an Traktoren
Manche ältere Traktoren verfügen ausschließlich über einen Handgashebel. Der wesentliche Vorteil des Handgashebels ist, dass er sich im Gegensatz zum Gaspedal in einer bestimmten Position fixieren lässt. Das ist bei Traktoren z. B. dann wichtig, wenn der Traktor als stationäre Kraftquelle, zum Beispiel als Antrieb einer Bewässerungspumpe eingesetzt wird, die mit der Zapfwelle angetrieben wird und kein Fahrer auf dem Traktor sitzt.
Der Handgashebel wird auch dann verwendet, wenn der Traktor auf dem Acker arbeitet oder in schwierigem Gelände, wie auf holperigen Feldwegen, unterwegs ist. Beginnt nämlich der Traktor aufgrund von Bodenunebenheiten oder infolge der Zuglast zu schaukeln, so übertrüge sich diese Bewegung auf den Fahrer und über dessen Bein auf das Gaspedal, so dass sich die Motordrehzahl und damit auch die Fahrgeschwindigkeit und die Drehzahl der Zapfwelle ständig ändern würde, da das Pedal mal mehr, mal weniger weit durchgedrückt würde. Gerade bei Feldarbeiten ist es aber wichtig, dass sowohl eine konstante Geschwindigkeit als auch eine konstante Zapfwellendrehzahl eingehalten wird, um zum Beispiel ein gleichmäßiges Ausbringen von Dünger zu gewährleisten. Das wird erreicht, indem der Fahrer den Fuß vom Gaspedal nimmt und den Handgashebel in die gewünschte Position bringt; der Hebel bleibt unabhängig von der Haltung des Fahrers in der gewählten Position fixiert.
Auf der Straße werden Traktoren gewöhnlich mit dem Gaspedal gefahren.

## Betätigung
Der Handgashebel kann mechanisch, über einen Gaszug (Bowdenzug) oder ein Gestänge, aber auch über ein Potentiometer mit dem Motor verbunden sein. Bei modernen Traktoren sind Handgashebel und Gaspedal in der Regel gekoppelt, das heißt, das Gaspedal verändert seine Stellung in dem Maße, in dem auch der Handgashebel bewegt wird. Der Handgashebel wird bei solchen Traktoren meist automatisch entriegelt, sobald das Gaspedal betätigt wird, damit die Geschwindigkeit wieder mit dem Fuß bestimmt werden kann. Darüber hinaus sind solche Traktoren oft mit einem zusätzlichen (elektronischen) Drehzahlregler ausgestattet, der eine exakte Justierung der Motordrehzahl und der Fahrgeschwindigkeit ermöglicht.

## Alternativen
Gasdrehgriffe werden zum Beispiel bei kleineren Motorbooten benutzt, wenn das Drehmoment und damit auch die Leistung an einem direkt mit dem Außenbordmotor verbundenen Hebel (Pinne) reguliert wird.
Die Joysticksteuerung bedient sich eines Kreuzhebels, dessen multidimensionale Bewegungen durch den Bediener elektronisch oder digital in eine Mehrzahl von Steueranweisungen (Geschwindigkeit, Richtung, Lage …) umgesetzt werden.